# Gheorghe Glodeanu
Gheorghe Glodeanu (n. 9 decembrie 1957, Carei) este un critic și istoric literar român.

## Biografie
S-a născut în familia mecanicului de locomotivă Gheorghe Glodeanu și al soției sale, funcționara Olga-Florica (n. Filip). A urmat școala generală (1964-1972) și liceul (1972-1976), apoi Facultatea de Filologie a Universității Babeș-Bolyai din Cluj-Napoca, secția română-franceză (1977-1981). În anul 1996 a obținut titlul de doctor în filologie al Universității din Cluj cu teza Poetica romanului românesc interbelic. O posibilă tipologie a romanului, elaborată sub coordonarea științifică a prof. Ion Vlad. După absolvirea facultății a lucrat ca profesor de limba și literatura română la Liceul industrial nr. 5 din Satu Mare (1981-1990) și inspector de limba și literatura română la Inspectoratul Școlar al jud. Satu Mare (1991-1992), după care a devenit cadru didactic la Facultatea de Litere a Universității de Nord din Baia Mare. A fost mai întâi lector (1992-1997), apoi conferențiar (1997-2001) și în cele din urmă profesor universitar (din 2001), devenind ulterior șeful Catedrei de limba și literatura română (1999-2003) și decan al facultății (2012-2016).
A debutat în 1981 în revista Tribuna cu eseul „Metamorfozele timpului” și a colaborat la revistele literare Steaua, Familia, România literară, Contemporanul, Luceafărul, Viața Românească, Poesis etc. A fost unul dintre fondatorii revistelor Poesis (1990), Pleiade (Satu Mare) și Archeus (Baia Mare). A fondat în 2003 revista Nord literar din Baia Mare, devenind directorul ei. A debutat editorial cu vol. de eseuri Fantasticul în proza lui Mircea Eliade (1993), publicând apoi mai multe volume de critică literară dedicate operei lui Mircea Eliade, Mihai Eminescu, Liviu Rebreanu, Mateiu I. Caragiale, Max Blecher și Anton Holban. A colaborat, de asemenea, la volumele colective „La țigănci” de Mircea Eliade în cinci interpretări (2001), Portret de grup cu Laurențiu Ulici (2002) și N. Steinhardt. Prin alții în postumitate (2002). A îngrijit ediții din Urmuz, Liviu Rebreanu etc.

## Premii
Gheorghe Glodeanu a fost distins cu Premiul pentru critică acordat de revista Tribuna (1986), premiul pentru debut - critică la Salonul Național de Carte și Publicistică (Cluj, 1994), Premiul pentru eseu critică la Târgul de toamnă al editurilor băimărene (1997), premiul „Cartea anului” la secțiunea critică literară - eseu, Baia Mare (1998), premiul „Frontiera Poesis” pentru critică literară (Satu Mare, 1999), premiul pentru critică literară - eseu la manifestarea „Cărțile anului” (Baia Mare, 1999), Premiul pentru critică și istorie literară al Filialei din Cluj a Uniunii Scriitorilor (2002) pentru vol. Liviu Rebreanu. Ipostaze ale discursului epic, Premiul „Autorul anului” 2005 (Galele APLER, Câmpina, 2-4 noiembrie 2006) pentru vol. Măștile lui Proteu. Ipostaze și configurații ale romanului românesc,  Premiul „Liviu Petrescu” al filialei din Cluj a Uniunii Scriitorilor din România (2006) pentru vol. Max Blecher și noua estetică a romanului românesc interbelic, Premiul Mircea Zaciu al Filialei din Cluj a Uniunii Scriitorilor (2012) pentru vol. Narcis și oglinda fermecată: Metamorfozele jurnalului intim în literatura română, Premiul Adrian Marino pentru Cartea anului în categoria critică și istorie literară al Filialei din Cluj a Uniunii Scriitorilor (2015) pentru vol. Orientări în proza fantastică românească.Premiul „Mircea Zaciu” al filialei Cluj a Uniunii Scriitorilor, Cartea anului Critică și istorie literară, 2021; Premiul pentru eseu al revistei Luceafărul de dimineață (2024) pentru volumul Fascinația lumilor ficționale. Studii de literatură română și universală.

## Opera
- Fantasticul în opera lui Mircea Eliade, Editura Gutinul, Baia Mare, 1993, cuvânt înainte de Mircea Handoca;
- Eseuri, Editura Umbria, Baia Mare, 1996;
- Mircea Eliade. Poetica fantasticului și morfologia romanului existențial, Editura Didactică și Pedagogică, București, 1997, col. „Akademos”;
- Poetica romanului românesc interbelic. O posibila tipologie a romanului, Editura Libra, București, 1998, prezentare de Ion Vlad;
- Dimensiuni ale romanului contemporan, Editura Gutinul, Baia Mare, 1998;
- Incursiuni în literatura diasporei și a disidenței, Editura Libra, București, 1999;
- Avatarurile prozei lui Eminescu, Editura Libra, București, 2000;
- Coordonate ale imaginarului în opera lui Mircea Eliade, Editura Dacia, Cluj-Napoca, 2001, col. „Discobolul” (ed. a II-a, 2006);
- Liviu Rebreanu. Ipostaze ale discursului epic, Editura Dacia, Cluj-Napoca, 2001, col. „Discobolul”;
- „Noaptea de Sânziene” de Mircea Eliade, antologie comentată, Editura Dacia, Cluj-Napoca, 2002, col. „Dacia educațional”;
- Poetica misterului în opera lui Mateiu I. Caragiale, Editura Dacia, Cluj-Napoca, 2003, col. „Discobolul”;
- Poezie și poetică, Editura Fundației Culturale Libra, București, 2004;
- Măștile lui Proteu. Ipostaze și configurații ale romanului românesc, Editura Fundației Culturale Libra, București, 2005;
- Max Blecher și noua estetică a romanului românesc interbelic, Editura Limes, Cluj-Napoca, 2005;
- Fascinația ficțiunii. Incursiuni în literatura interbelică și contemporană, Fundația Culturală Libra, București, 2006;
- Anton Holban sau „transcrierea” biografiei în operă, Editura Limes, Cluj-Napoca, 2006;
- Romanul. Aventura spirituală a unei forme literare proteice, Editura Fundației Culturale Libra, București, 2007;
- Narcis și oglinda fermecată: Metamorfozele jurnalului intim în literatura română, Editura Tipo Moldova, Iași, 2012;
- Orientări în proza fantastică românească, Editura Tipo Moldova, Iași, 2014;
- Patru prozatori de avangardă. Cuatro escritores de vanguardia, Editura PIM, Colecția „Biblioteca Universalis”, Iași, 2016;
- Patru prozatori de avangardă. Four Avant-Garde Writers, traducere în limba engleză de Monica Manolachi, Editura PIM, Iași, 2017, Colecția „Biblioteca Universalis”, „Aula Magna”;
- Scriitori, cărți, muze. Ipostaze ale discursului amoros în literatura română, Editura Tipo Moldova, Iași, 2017.
- Exerciții de supraviețuire. Jurnal de sanatoriu, Editura Pim, Iași, 2019.
- Între real și imaginar. Incursiuni în proza fantastică franceză din secolul al XIX-lea, Editura Școala Ardeleană & Editura Eikon, Cluj-Napoca, 2020.
- Rătăcind printre himere. O panoramă a prozei fantastice, Editura Tipo Moldova, Iași, 2020.
- La Poétique du fantastique dans lʾoeuvre de Mircea Eliade, Traduit du roumain par Ioana Bud, Editions Universitaires Européennes, 2020.
- Mitografii. Incursiuni într-o bibliotecă mitologică, Editura Ecou Transilvan, Cluj-Napoca, 2021.
- Incursiuni în imaginarul ezoteric, Editura Școala Ardeleană, Cluj-Napoca, 2022.
- Istoria prozei fantastice românești, Editura Școala Ardeleană, Cluj-Napoca, 2023, 602 p.
- Fascinația lumilor ficționale. Studii de literatură română și universală, Editura Neuma, Apahida, 2024, 412 p.
- Prolegomene la o istorie a diarismului românesc, Editura Eikon, București, 2025, 694 p.